# Elisha P. Ferry

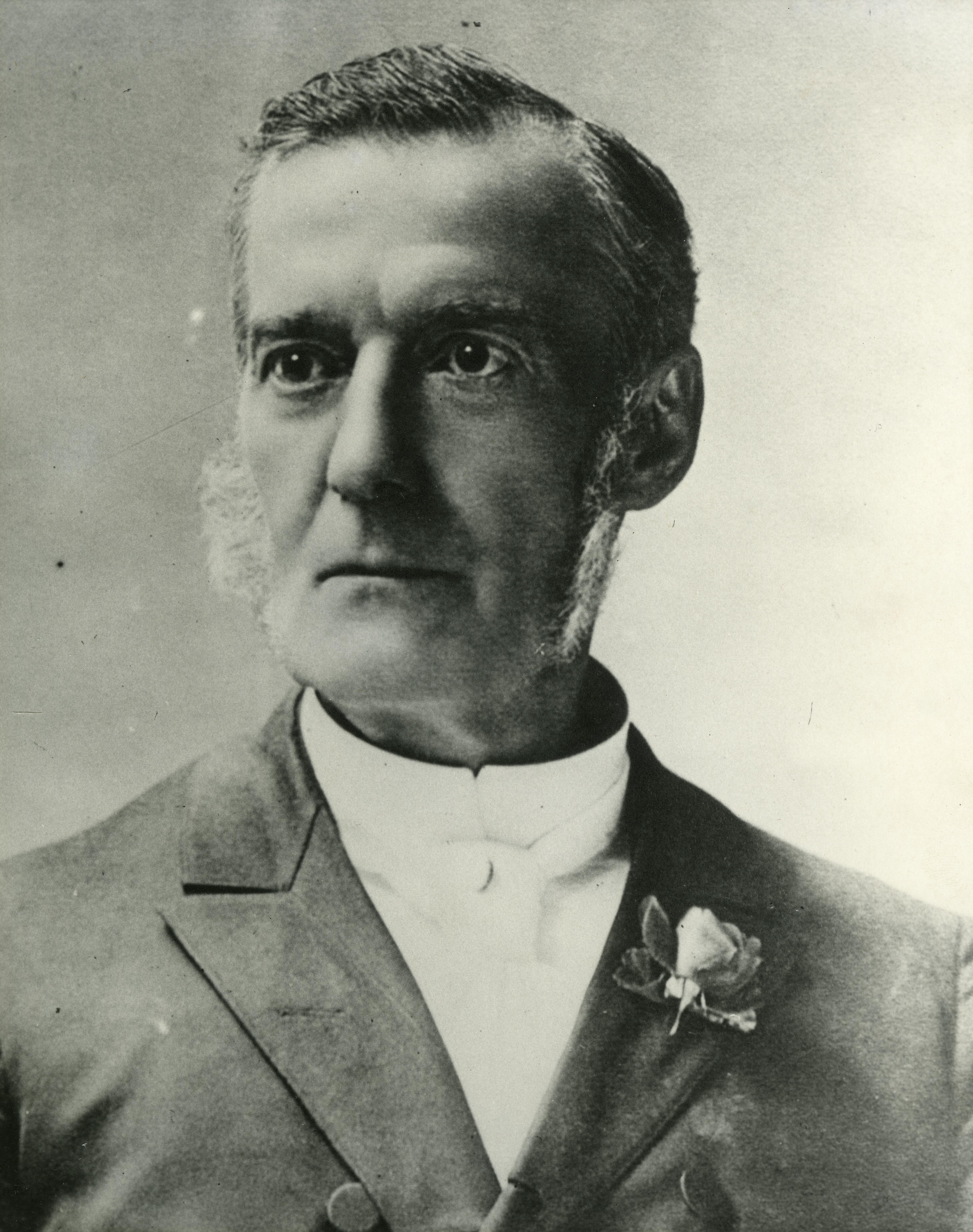
Elisha P. Ferry

Elisha Peyre Ferry (* 9. August 1825 in Monroe, Michigan; † 14. Oktober 1895 in Seattle, Washington) war ein US-amerikanischer Politiker (Republikanische Partei) und von 1889 bis 1893 der erste Gouverneur des Bundesstaates Washington. Zuvor hatte er zwischen 1872 und 1880 als 10. Gouverneur des Washington-Territoriums amtiert.

## Frühe Jahre
Nach der Grundschule studierte Ferry Jura. Nach seinem Examen und seiner im Staat Illinois erfolgten Zulassung als Rechtsanwalt begann er in Waukegan als Anwalt zu arbeiten. Später wurde er auch Bürgermeister dieser Stadt. Im Jahr 1861 war er Mitglied einer Kommission zur Überarbeitung der Verfassung von Illinois. Zwischen 1861 und 1863 war er Soldat im Amerikanischen Bürgerkrieg.

## Aufstieg im Washington-Territorium
Im Jahr 1869 wurde Ferry von US-Präsident Ulysses S. Grant zum Chef der Landvermessungsbehörde (Surveyor General) im Washington-Territorium ernannt. 1872 erfolgte seine Ernennung zum neuen Territorialgouverneur, ein Amt, das er bis 1880 ausübte. Im Jahr 1872 wurde ein Grenzkonflikt mit England beigelegt. Der deutsche Kaiser Wilhelm I. hatte als Vermittler entschieden, dass die San Juan Islands zu den Vereinigten Staaten gehören sollten. Daraufhin musste die Briten abziehen und die Insel fiel an die USA und wurde dem Washington-Territorium angegliedert. In seiner weiteren Amtszeit als Territorialgouverneur und auch danach kämpfte Ferry für den Status eines US-Bundesstaats für sein Territorium. Dieses Ziel wurde erst im Jahr 1889 erreicht. Nach dem Ende seiner Amtszeit war er als Rechtsanwalt und Vizepräsident einer Bank in Seattle tätig.

## Gouverneur von Washington
Im Jahr 1889 wurde aus dem Washington-Territorium der 42. Bundesstaat der USA. Damit hatte Ferry dieses lang gehegte Ziel erreicht. Er wurde zum ersten Gouverneur des neuen Staates gewählt und trat sein Amt am 1. November 1889 an. Allerdings war seine Amtszeit von seinem schlechten Gesundheitszustand überschattet. Daher verzichtete er auch auf eine Wiederwahl.
Ferrys Amtszeit endete am 9. Januar 1893. Aus gesundheitlichen Gründen zog er sich aus der Politik zurück. Er starb im Oktober 1895 in Seattle an Herzversagen. Elisha Ferry war mit Sarah B. Kellogg verheiratet, mit der er zwölf Kinder hatte.